# Piros László
Piros László (Újkígyós, 1917. május 10. – Szeged, 2006. január 13.) magyar katona, kommunista politikus, belügyminiszter. Eredeti végzettsége hentessegéd.

## Élete
Apja Piros András, anyja Bikádi Mária. Szülei Magyarbánhegyesen 12 kishold földön gazdálkodtak, de a harmincas évek végére tönkrementek. Négy gyermeket neveltek, két fiút és két leányt. 1941-ben nősült, felesége Kovács Vilma. Négy gyermekük született, három fiú és egy leány.
A hat elemi elvégzése után 1930–1934-ig hentes és mészárosipari tanuló volt Orosházán. 1939-ig mint szakmunkás a húsiparban dolgozott, főként Budapesten. 1939 őszén sorkatonai szolgálatra hívták be a határőrséghez, 1941 decemberében szerelt le. 1942 végén újra behívták katonának, és kivitték a keleti frontra, ahol 1943 januárjában Voronyezsnél fogságba esett. A hadifogolytáborban aktívan részt vett az antifasiszta mozgalomban. Előbb elvégezte a hat hónapos antifasiszta iskolát, majd a kijevi partizániskolára került. 1944 őszén partizánbevetésre jelentkezett.
1945 januárjában egy csoport volt partizánnal tért haza Magyarországra, Debrecenbe, ahol az ideiglenes magyar kormány működött. Budapestre kerülve kb. két hétig nyomozó volt a politikai rendőrségen. 1945 februárjában a Szaktanács kis- és vegyesipari titkára lett. A szakszervezetek XVI. közgyűlésén, 1945. december 2-án főtitkárhelyettessé választották. 1945. június 24-én a szakszervezetek képviseletében jutott be az Ideiglenes Nemzetgyűlésbe. 1945-től 1957-ig nemzetgyűlési, illetve országgyűlési képviselő. 1946 januárjától 1950 decemberéig az MKP, illetve az MDP budapesti pártbizottságának, 1948. júniustól, az egyesülési kongresszustól 1956 októberéig az MDP Központi Vezetőségének tagja, illetve póttagja. 1950 és 1953 között, majd 1955. áprilistól 1956. október 23-ig a politikai bizottság póttagja volt. 
1949-ben a SZOT főtitkárhelyettese és a Magyar Élelmezési Dolgozók Szakszervezetének elnöke. 1950-ben az Államvédelmi Határőrség parancsnokává nevezték ki vezérőrnagyi rangban. 1953. június 4-től Gerő Ernő belügyminiszter első helyettese, majd 1954. július 6-tól belügyminiszter. Belügyminiszteri minőségében részt vett a koncepciós perek felülvizsgálatával, az áldozatok rehabilitálásával megbízott bizottság munkájában.
Az MDP Központi Vezetőségének 1956. október 23-án éjszaka tartott ülésén kimaradt a politikai bizottságból, 26-án a kormányból is. Október 28-án Gerővel, Hegedüs Andrással együtt a Szovjetunióba távozott. November 3-án visszatért az országba. November 10-én Kádár János felszólítására visszament a Szovjetunióba, ahonnét 1958 augusztusában térhetett vissza Magyarországra. 1957. május 9-én az országgyűlés megfosztotta mandátumától. 
1958 szeptemberétől a Szegedi Szalámigyár főmérnöke, majd 1969-től igazgatója volt. Vezetése alatt a hetvenes években sor került a gyár történetének legnagyobb rekonstrukciójára. 1977-ben ment nyugdíjba mint a Szegedi Szalámigyár és Húskombinát vezérigazgatója. Nyugdíjasként évekig a Szakszervezetek Csongrád Megyei Tanácsának elnöki tisztét töltötte be.

## Kitüntetései
- Magyar Szabadság Érdemrend ezüst fokozat (1947)
- Kossuth-érdemrend III. osztály (1948)
- Magyar Népköztársasági Érdemrend III. fokozat (1950)
- Munka Érdemrend arany fokozat (1970)
- Felszabadulási Jubileumi Emlékérem (1970)
- Munka Vörös Zászló Érdemrendje (1977).

## Emlékezete
- Alakja felbukkan (említés szintjén) Kondor Vilmos magyar író Budapest novemberben című bűnügyi regényében.

## Művei
- Szervezési feladatok, szakszervezeti fegyelem; Athenaeum Ny., Bp., 1946 (A Szakszervezeti Tanács könyvtára)
- A szakszervezetek szerepe a termelésben és a munkaversenyekben; Szakszervezeti Tanács–Munka, Bp., 1948 (A munka könyvtára)
- Új munkabérpolitika és a kollektív szerződések; Athenaeum Ny., Bp., 1948 (Szakszervezetek bérpolitikája)
- Munkaversennyel a szocializmusért eferátum a versenytitkárok értekezletén; Szakszervezeti Tanács, Bp., 1948
- Az élmunkások első országos kongresszusa 1948. aug. 1. A tanácskozás teljes jegyzőkönyve. Piros László beszéde. Gerő Ernő, Szakasits Árpád hozzászólása; Szakszervezeti Tanács, Bp., 1948
- A Szakszervezetek Országos Tanácsa által 1949. jún. 3-án a Vasas Székházban rendezett nagyaktiván elhangzott beszédek. Köböl József, Piros László beszédei; Szakszervezetek Országos Tanácsa, Bp., 1949